# كيان أوكالاغان
كيان أوكالاغان (بالإنجليزية: Cian O'Callaghan)‏ (من مواليد 7 مايو 1979) هو سياسي أيرلندي من الديمقراطيين الاشتراكيين الأيرلندي كان عضو البرلمان الأيرلندي دائرة دبلن باي الشمالية الانتخابية منذ الانتخابات العامة الأيرلندية 2020. أصبح أول رئيس بلدية أيرلندي مثلي الجنس علنا وذلك بصفته عضوًا في «مجلس مقاطعة فينغال» في عام 2012. وكان عضوًا في مجلس مقاطعة فينغال من 2009 إلى 2020.

## النشأة
أوكالاغان من ساتون، دبلن. تخرج بشهادة الماجستير من كلية دبلن الجامعية. كان أوكالاغان نشطًا في السياسة الطلابية وأصبح عضوا في اتحاد الطلاب خلال الفترة التي قضاها في كلية دبلن الجامعية.
خدم أوكالاغان كرئيس لجناح الشباب من اليسار الديمقراطي، وشغل منصب الرئيس المشارك ل«شباب حزب العمال» بعد اندماج اليسار الديمقراطي مع حزب العمال الأيرلندي.

## الحياة السياسية

### حزب العمال

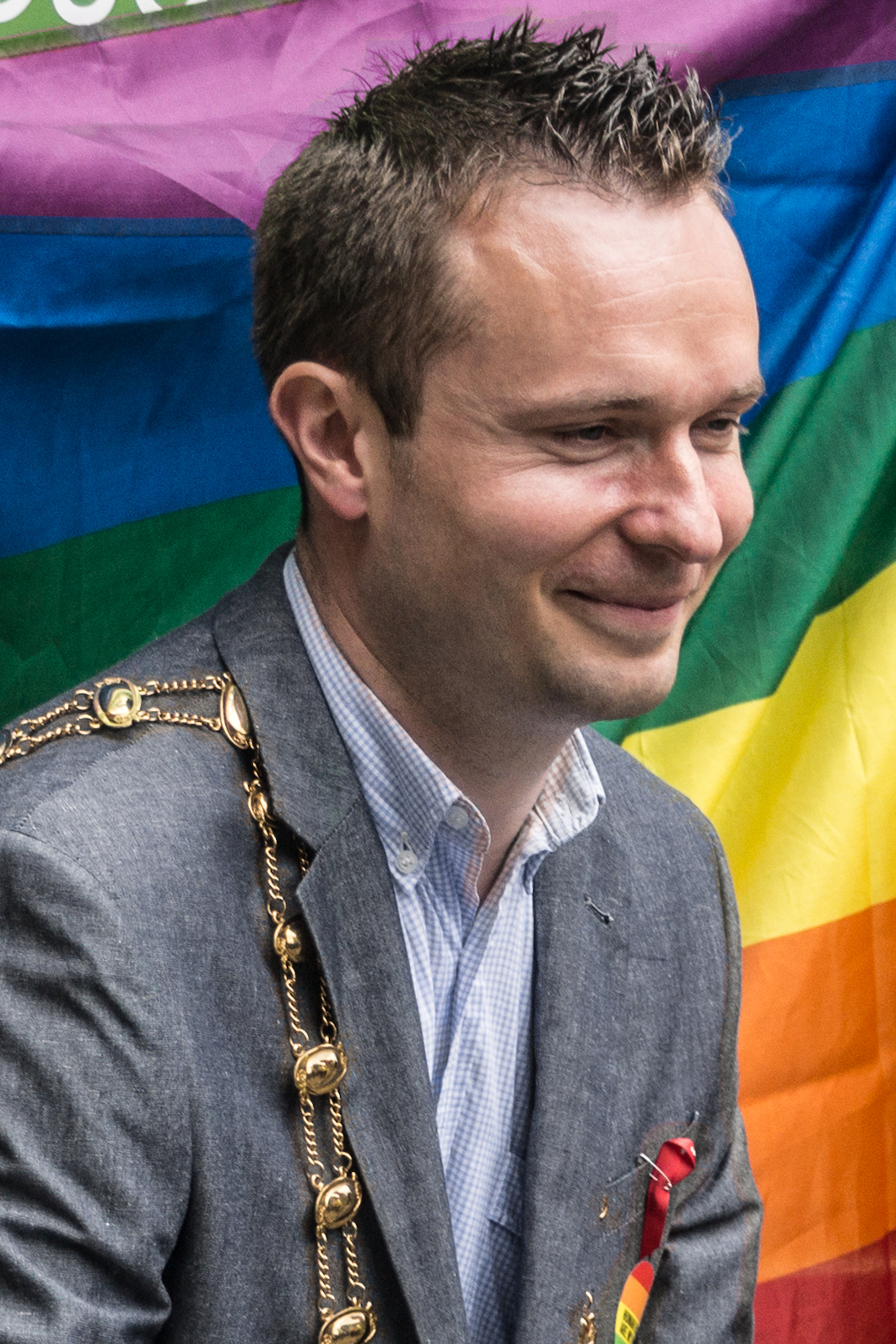
أوكالاغان في عام 2012 عندما كان رئيس بلدية مقاطعة فينغال يحضر فخر دبلن للمثليين.

ٱنتخب أوكالاغان لعضوية مجلس مقاطعة فينغال في محاولته الأولى في عام 2009 ممثلاً عن حزب العمال الأيرلندي، حيث حصل على المقعد الثاني في منطقة هاوث - مالاهايد الانتخابية. عارض أوكالاغان بعد نتائج الانتخابات العامة الأيرلندية 2011 دخول حزب العمال في حكومة ائتلافية مع حزب فاين غايل.
ٱنتخب في يونيو 2012 رئيس بلدية فينغال ليصبح أول رئيس بلدية مثلي الجنس علنا في تاريخ أيرلندا. سلط الضوء خلال فترة عمله كرئيس للبلدية على المشكلات التي يواجهها أصحاب المنازل في عدد من التطورات الحديثة في منطقة فينغال حيث تسببت مواد البناء الملوثة بالبيريت في أضرار جسيمة. وخلال هذه الفترة أيضًا اختلف أوكالاغان مع زعيم حزب العمال الأيرلندي إيمون غيلمور حول عدد من القضايا. انتقد أوكالاغان غيلمور لدخول حزب العمال في ائتلاف حاكم مع حزب فاين غايل لموقفه من الحياد الأيرلندي ولموقفه من استخدام مطار شانون من قبل الرحلات العسكرية الأمريكية.
كان أوكالاغان خلال الفترة التي قضاها في حزب العمال بمثابة التلميذ السياسي لعضو البرلمان الأيرلندي عن حزب العمال الأيرلندي تومي بروغان. كان كل من بروغان وأوكالاغان يعتبران من الجناح اليساري لحزب العمال في تلك الفترة.
ترك أوكالاغان حزب العمال الأيرلندي في يوليو 2013 مشيرًا إلى أن الدافع كان «إدخال ميزانيتين متتاليتين أدت في الواقع إلى زيادة عدم المساواة في الدخل من خلال استهداف الأشخاص ذوي الدخل المنخفض والمتوسط وهو أمر غير عادل كثيرا».
تصدر أوكالاغان أثناء ترشحه كمرشح مستقل في الانتخابات المحلية الأيرلندية 2014 الاقتراع في منطقة هاوث - مالاهايد الانتخابية المحلية.

### الديمقراطيون الاشتراكيون
كان أوكالاغان أحد الأعضاء المؤسسين لحزب الديمقراطيون الاشتراكيون عندما أسسوا الحزب في يوليو 2015. وذكر أوكالاغان أن سبب انضمامه للحزب كان «لأن الحزب لديه خطة جادة على المدى الطويل من شأنها أن تمنح الناس الأمن في مجالات الصحة والسكن والتوظيف».
خاض أوكالاغان الانتخابات العامة الأيرلندية 2016 عن حزب الديمقراطيين الاشتراكيين في دائرة دبلن باي الشمالية وحصل على 3,864 صوتًا تفضيلًا أوليًا وٱستبعد في العد الثاني عشر.
كان مرشح الديمقراطيين الاشتراكيين لدائرة دبلن باي الشمالية في الانتخابات العامة الأيرلندية 2020 وحصل على 6,229 صوتًا تفضيلًا وتم انتخابه بعد حصوله على المركز الثالث من خمسة مقاعد. شغل أوكالاغان بذلك مقعد معلمه السابق تومي بروغان الذي قرر عدم خوض الانتخابات في ذلك العام. تم اختيار جوان هوبكين في مقعد أوكالاغان في مجلس مقاطعة فينغال بعد انتخابه لعضوية البرلمان الأيرلندي.
عُيِّن أوكالاغان بعد الانتخابات كمتحدث باسم حزب الديمقراطيين الاشتراكيين في الإسكان والشؤون الدولية والدفاع.
عارض أوكالاغان في عام 2020 أي اندماج محتمل لحزب الديمقراطيين الاشتراكيين مع حزب العمال الأيرلندي. ولكنه يعتقد بشكل عام أن الأحزاب اليسارية في السياسة الأيرلندية يجب أن تعمل معًا.
اتهم أوكالاغان في يونيو من عام 2021 الحكومة بالسماح لمعايير «الغرب المتوحش» بالتطور في تجارة البناء وحثها على تصحيح المسار بعد الكشف عن أن آلاف المنازل عبر الساحل الغربي لأيرلندا وفي دبلن كانت في طور الإنهيار بسبب استخدام مواد بناء رديئة مثل الميكا والبيريت. صرح أوكالاغان «سنكون في هذا الموقف مرة أخرى إذا لم تتصرف الحكومة فيما يتعلق بمعايير البناء ومعايير مواد البناء مع دفع دافعي الضرائب للفاتورة. نحتاج على وجه الخصوص إلى وضع معايير قوية للغاية ولوائح قوية للغاية وعمليات تفتيش مستقلة قوية للغاية. تديؤ الحكومة هذا النوع من أسلوب الغرب المتوحش في معايير ومواد البناء».
قدم أوكالاغان في مارس 2022 مشروع قانون يجعل من غير القانوني صراحة لأصحاب العقارات أن يطلبوا الجنس كشكل من أشكال الإيجار أو تقديم أي نوع من الإعلانات التي تشير إلى أن الجنس سيُقبل كشكل من أشكال الإيجار. وأعلنت الحكومة إنها لن تعارض مشروع القانون.